# Okay?
|  | Denne artikel er oprettet af botten Steenthbot ud fra en ekstern database. Den kan derfor have sproglige fejl eller mangler. Denne skabelon kan fjernes efter kontrol af indholdet. |

Okay? er en dansk børnefilm fra 2015 instrueret af Maria Schmidt.

## Handling
En ung pige bliver voldtaget, da hun er i byen en aften. Hendes liv går i stå, og spørgsmålet er, om hun kan håndtere situationen og komme videre i livet. Er hun okay?

## Medvirkende
- Tania Uhre, Pige
- Marcus Henriques, Voldtægtmand
- Laura Lykke Valdimarsson, Veninde
- Anders Stensgaard Sørensen, Kæreste